# Amortyzator karabinu maszynowego
Amortyzator karabinu maszynowego – urządzenie do łagodzenia oraz tłumienia drgań podstawy karabinu maszynowego.
Amortyzator ma zastosowanie w niektórych podstawach ciężkich, oraz wielkokalibrowych karabinach maszynowych. Jego zadaniem jest ograniczenie rozrzutu pocisków podczas strzelania. Istotą tej konstrukcji jest elastyczne powiązanie broni z podstawą w czasie odrzutu i powrotu. Do najczęściej stosowanych należą amortyzatory sprężynowe, ale występują również hydrauliczne i pneumatyczne. Amortyzator sprężynowy ma zazwyczaj dwie sprężyny walcowe, które umieszczone są w cylindrycznej obudowie. Między sprężynami osadzony jest zaczep, który łączy suwliwie karabin z podstawą.